# Cristina Yang
Cristina Yang – fikcyjna postać, jedna z głównych bohaterów serialu Chirurdzy stacji ABC. Odgrywana jest przez Sandrę Oh, a została stworzona przez Shondę Rhimes. Pracuje w Seattle Grace Hospital w pierwszym, drugim i trzecim sezonie jako stażystka, od sezonu czwartego jako rezydentka. Jest ambitna i bardzo chłodna.
Cristina wychowała się w wierze mojżeszowej, lecz jest niepraktykująca i być może niewierząca.

## Historia postaci
Doktor koreańskiego pochodzenia, wychowana w Beverly Hills, Los Angeles. Cristina jest nieprawdopodobnie skupiona i ambitna (bardziej niż pozostali), i zawsze zainteresowana szansą na asystowanie przy operacjach. Jej wyjątkowo cięty język oraz pewność siebie są cechami pozytywnymi w pracy, jednak nie zawsze. Mimo jej technicznych zdolności, osobowość może drażnić innych. Czasami nie potrafi odpowiednio zachowywać się i odnosić do pacjentów. Skończyła Smith College, szkołę medyczną Stanford University i zdobyła doktorat w University of California, Berkeley. Jej emocjonalna oziębłość, spowodowana jest faktem, że jej ojciec zginął w wypadku samochodowym, wykrwawiając się na oczach Cristiny. Mówi płynnie po koreańsku i francusku. Jest dyslektyczką.
Zakochuje się w Prestonie Burke’u – jej przełożonym. Zachodzi w ciążę, o której Burke dowiaduje się, gdy już zostaje usunięta, ze względu na bezpieczeństwo matki. Kocha Prestona, lecz czasami nie potrafi uzewnętrznić swoich emocji. Po operacji, która zagraża karierze dr. Burke’a, Cristina ryzykuje swoją karierę i pomaga asystować przy jego operacjach. Zaczyna nawet przygotowywać jego plan operacji. Ostatecznie ujawnia informacje szefowi chirurgów – Richardowi Webberowi, czym sprowadza na swój związek kryzys. Jako pierwsza odzywa się do Prestona po „cichych dniach”. Jego pierwsze słowa do niej to oświadczyny. Po pewnych wahaniach, zaręcza się – jednak odmawia noszenia pierścionka. Po przybyciu do szpitala dr. Colina Marlowa okazuje się, że Cristina była z nim przez trzy lata w związku. Fakt ten jest przyczyną nowego kryzysu w związku z Burkiem. Gdy staje na ślubnym kobiercu z Prestonem, ten ucieka, zostawiając ją w sukni ślubnej. W czwartym sezonie Cristina zostaje rezydentką. Zamieszkuje z nią dr Calliope Torres. Dowiaduje się od Dereka, że Burke złożył rezygnację. Cristina spotyka się ostatecznie z jego mamą, która prosi o klucze do mieszkania syna, żeby zabrać jego rzeczy i naszyjnik. Pani Burke przyznaje, że wie, że Cristina kochała Burka, ale mniej, niż kocha bycie chirurgiem. Przyznaje Cristinie, iż jest jej przykro z powodu straty mężczyzny, którego Cristina kochała, i który był jej nauczycielem. Cristina prosi ją o zabranie prezentów ślubnych. Po powrocie do mieszkania zastaje je opróżnione z prezentów i rzeczy Burka. Wtedy szefem kardiochirurgii zostaje Erica Hahn, która jest dla Yang bardzo surowa. Cristina za każdym razem próbuje jej zaimponować (z wyjątkiem sytuacji, gdy dowiedziała się, że Burke wygrał nagrodę Harpera Avery’ego).
W piątym sezonie do ekipy chirurgów dołącza dr Owen Hunt, chirurg urazowy, który wrócił z wojny z Iraku. Po jakimś czasie Cristina zaczyna spotykać się z Owenem. Ich problemy w związku są ściśle związane z jego traumą z wojny, lecz para walczy o miłość. Cristina jest pierwszą osobą, której Izzie mówi o swojej chorobie – Yang przekazuje tę wiadomość Alexowi i Bailey. To dzięki niej Stevens rozpoczyna leczenie.
Szósty sezon to dla Yang trudny okres burzliwego związku z Huntem. Po zatrudnieniu dr Teddy Altman, koleżanki Owena z Iraku, Cristina ma wątpliwości co do bycia z nim. Podejrzewa ona, iż Owen kocha Teddy i nie zgadza się z nim zamieszkać. Po napadzie Gary’ego Clarka, podejmuje się ona torakotomii postrzelonego Dereka. Asystuje jej Jackson Avery. Kiedy uzbrojony napastnik wchodzi na salę operacyjną, Owen usiłuje ratować Cristinę i zostaje postrzelony.
W 7. sezonie wychodzi za Hunta. Wciąż jednak cierpi z powodu traumy po ataku i nie może operować. Szef rozważa tymczasowe oddelegowanie jej do mniej obciążających zajęć. Tylko Derek się za nią wstawia. Wkrótce potem Cristina rezygnuje z bycia chirurgiem i zatrudnia się jako barmanka u Joego. Wszyscy próbują jej pomóc, lecz nie potrafią. Derek zabiera ją na ryby, gdzie udaje się jej złowić dużą sztukę. Po raz pierwszy czuje się zrelaksowana i nie myśli o traumie. Widać potem, że jej uraz psychiczny całkowicie minął – manipuluje Jacksonem, żeby asystować do ważnej operacji kardiochirurgicznej. Kiedy podczas ratowania życia Callie, Cristina wpada na pomysł jak jej pomóc, Teddy nie wyraża zgody, więc Cristina sama przeprowadza skomplikowany zabieg. Z tego powodu Teddy odsuwa Yang od operacji kardiochirurgicznych. W finale siódmego sezonu Cristina orientuje się, że jest w ciąży. W przeciwieństwie do Owena, nie chce dziecka – doprowadza to do kłótni między nimi. Pod koniec Yang informuje męża, że umówiła się na aborcję. Wówczas Hunt wyrzuca żonę z domu.
W finale ósmego sezonu bierze udział w katastrofie lotniczej, w wyniku której giną Lexie Grey i Mark Sloan.
W sezonie dziewiątym po udziale w katastrofie lotniczej Cristina długo nie może dojść do siebie. Nie ma poważnych obrażeń na ciele, jednak trauma jest trudna do pokonania. Kiedy odzyskuje siły, dołącza do programu kardiochirurgii w Minnesocie. Nie zagrzewa jednak tam długo miejsca i wraca do Seattle, by walczyć o swoje małżeństwo, ale zanim ma możliwość powiedzieć Owenowi, że nadal chce z nim być, ten mówi, że chce rozwodu. Niedługo potem wychodzi na jaw, że Owen podjął taką decyzję, aby Cristina nie miała problemów z uzyskaniem odszkodowania od szpitala za straty odniesione w wyniku katastrofy (strach, trauma, utrata przyjaciół). Gdyby pozostali małżeństwem zaszedłby konflikt interesów i sąd miałby prawo oddalić pozew o odszkodowanie, a wtedy wszystkie osoby biorące udział w katastrofie nie uzyskałyby gratyfikacji. Cristina nie chce rozstawać się z mężem, a on nadal ją kocha. Owen dochodzi jednak do wniosku, że nigdy nie powinni byli brać ślubu, który niejako zamknął ich w klatce. Uznaje, że rozwód pomoże im przestać ranić się wzajemnie. Razem podpisują papiery rozwodowe. Lecz nadal się spotykają.
W sezonie dziesiątym Cristina zaczyna rozumieć, że mimo iż z wzajemnością kocha Owena ich oczekiwania wobec życia są zupełnie inne i ich związek skazany jest na porażkę. Jednocześnie zostaje nominowana do prestiżowej nagrody Harper's Avery, ale mimo że jest najlepszym kandydatem nie otrzymuje jej ponieważ Fundacja Averego jest współudziałowcem szpitala Grey-Sloan Memorial. Rozżalona na brak perspektywy rozwoju zawodowego i brak szans na szczęśliwe życie z Owenem postanawia opuścić Seattle i przyjmuje niespodziewaną ofertę od Prestona Burke’a – prowadzenie nowoczesnego i pełnego innowacji szpitala w Zurychu.